# Noah Hoffman
Noah Hoffman (Evergreen, 1º agosto 1989) è un ex fondista statunitense.

## Biografia
In Coppa del Mondo ha esordito il 17 gennaio 2009 a Vancouver Whistler (25º) e il 1º dicembre 2013 ha ottenuto la prima vittoria di tappa in una competizione intermedia, la Ruka Triple di Kuusamo.
In carriera ha preso parte a due edizioni dei Giochi olimpici invernali, Soči 2014 (31° nella 15 km, 26º nella 50 km, 34º nello skiathlon, 11° nella staffetta) e Pyeongchang 2018 (48º nella 15 km, 33º nella 50 km, 54º nello skiathlon, 13° nella staffetta), e a quattro dei Campionati mondiali (10º nella staffetta a Val di Fiemme 2013 il miglior piazzamento).

## Palmarès

### Coppa del Mondo
- Miglior piazzamento in classifica generale: 36º nel 2014

#### Coppa del Mondo - competizioni intermedie
- 2 podi di tappa:
  - 1 vittoria
  - 1 secondo posto

##### Coppa del Mondo - vittorie di tappa
| Data             | Località | Nazione   | Competizione | Disciplina  |
| ---------------- | -------- | --------- | ------------ | ----------- |
| 1º dicembre 2013 | Kuusamo  | Finlandia | Ruka Triple  | 15 km TL PU |

Legenda

PU = inseguimento

TL = tecnica libera